# 有頂天Traveller
《有頂天Traveller》（日语：有頂天トラベラー）是日本女性聲優戶松遙的第18張單曲。2017年10月11日由Music Ray'n發行。

## 解說
《有頂天Traveller》是聲優戶松遙參演2017年4月起在MBS、TBS電視網播出的電視動畫《水嫩小嘰!!》使用的片尾主題曲。也是戶松自從自身上一張單曲《/Two of us》以來，相隔將近1年發行的最新單曲、以及2014年單曲《courage》以來，睽違3年的第2首動畫主打歌曲。
販售形式有初回生產限定盤、通常盤及期間生產限定盤共3種。初回生產限定盤有附贈同名標題曲的15秒、30秒音樂PV的CM短片DVD。

## 單曲收錄內容
| CD   | CD                     | CD    | CD           | CD   |
| 曲序 | 曲目                   | 词曲  | 编曲         | 时长 |
| ---- | ---------------------- | ----- | ------------ | ---- |
| 1.   | 有頂天                 | Q-MHz | Q-MHz、      | 4:06 |
| 2.   | 幸私                   |       | 梅原新、小倉 | 4:45 |
| 3.   | 有頂天（Instrumental） |       |              | 4:03 |

| DVD（僅限初回限定盤） | DVD（僅限初回限定盤）         |
| 曲序                  | 曲目                          |
| --------------------- | ----------------------------- |
| 1.                    | 有頂天（Music Clip）          |
| 2.                    | 有頂天（TV Spot 15sec+30sec） |

## 外部連結
- 日本索尼音樂娛樂官方網站的歌曲介紹頁面
  - 初回生產限定盤 （页面存档备份，存于） （日語）
  - 通常盤 （页面存档备份，存于） （日語）
  - 期間生產限定盤 （页面存档备份，存于） （日語）